# Royal Rife
Royal Raymond Rife (n. 16 mai 1888, Elkhorn⁠(d), Nebraska, SUA – d. 5 august 1971, El Cajon⁠(d), California, SUA) a fost un inventator american și exponent timpuriu al micrografiei cin-micrografice de mare viteză cu mărire. 
Există puține informații de încredere care descriu viața și munca lui Rife. În anii 1930, el a făcut mai multe microscoape optice compus și folosind o camera video, a luat timp-lapse microscopie filme de microbi. A construit de asemenea microscoape care includ polarizatoare.
Rife a raportat, de asemenea, că un dispozitiv "cu rază de radiație" a invenției sale ar putea distruge agenții patogeni. Rife a pretins că a documentat o "rată de oscilație mortală" pentru diferite organisme patogene și pentru a putea distruge organismele prin vibrarea acestora la această rată particulară. Potrivit Evenimentului Tribal din San Diego din 1938, Rife a renunțat să pretindă că ar putea vindeca cancerul, dar a susținut că poate "devitaliza organismele bolii" în țesutul viu, "cu anumite excepții" .
Afirmațiile lui Rife despre raza fasciculului său nu au putut fi reproduse în mod independent și au fost discreditate de cercetători independenți în anii 1950. Un necrolog din California Daily a descris moartea sa la vârsta de 83 de ani la 5 august 1971, afirmând că a murit fără niciun ban și cu un gust amar legat de eșecul dispozitivelor sale de a fi acceptate științific. Rife a învinuit respingerea științifică a pretențiilor sale asupra unei conspirații care implică Asociația Medicală Americană (AMA), Departamentul de Sănătate Publică și alte elemente ale "medicinei organizate", care "au spălat creierul și i-au intimidat" pe colegii săi .
Interesul pentru revendicările lui Rife a fost reînviat în unele cercuri medicale alternative prin cartea din 1987 a lui Barry Lynes, Cancer Cure That Worked, care a susținut că Rife a reușit să vindece cancerul, dar că lucrarea lui a fost suprimată de o puternică conspirație condusă de American Medical Asociația. După publicarea acestei cărți, o varietate de dispozitive care poartă numele Rife au fost comercializate ca remedii pentru diferite boli cum ar fi cancerul și SIDA. O analiză efectuată de Electronics Australia a constatat că un dispozitiv tipic "Rife" a constat dintr-o baterie de nouă volți, cablaj, un comutator, un temporizator și două lungimi scurte de tuburi din cupru, care au produs un curent "aproape nedetectabil" puțin probabil să pătrundă în piele. Astfel de "dispozitive Rife" au apărut proeminent în mai multe cazuri de fraudă de sănătate în S.U.A., centrate în mod obișnuit în jurul inutilității dispozitivelor și a revendicărilor grandioase cu care sunt comercializate. Într-un caz din 1996, comercianții unui dispozitiv "Rife" care pretinde că vindecă numeroase boli, inclusiv cancerul și SIDA, au fost condamnați pentru frauda de sănătate a infracțiunilor. Judecătorul de pedeapsă le-a descris ca fiind "țintă pentru cei mai vulnerabili, inclusiv pentru cei care suferă de boală terminală" și care oferă speranțe false. În unele cazuri, pacienții cu cancer care au încetat chimioterapia și au folosit aceste dispozitive au murit. Aparatele Rife sunt în prezent clasificate ca un subset de dispozitive radionice, care sunt în general văzute ca pseudomedicine de către experții de masă . În Australia, utilizarea mașinilor Rife a fost acuzată de decesele pacienților cu cancer care ar fi putut fi vindecați prin terapie convențională. În 2002, John Bryon Krueger, care a condus Societatea Royal Rife Research, a fost condamnat la 12 ani de închisoare pentru rolul său în crimă și a primit, de asemenea, o sentință de 30 de luni concurentă pentru vânzarea ilegală a dispozitivelor Rife. În 2009, un tribunal din S.U.A. condamna James Folsom de 26 de infracțiuni pentru vânzarea dispozitivelor Rife vândute ca "NatureTronics", "AstroPulse", "BioSolutions", "Wellness Wellness" și "Global Wellness"
În 1994, Societatea Americană pentru Cancer a raportat că mașinile Rife au fost vândute într-o "schemă de marketing pe mai multe niveluri, asemănătoare piramidelor". O componentă-cheie în comercializarea dispozitivelor Rife a fost revendicarea, inițial propusă de Rife însuși, că dispozitivele au fost suprimate de o conspirație a instituțiilor împotriva cancerului "cure" . ACS descrie pretențiile lui Lynes drept implauzibile, menționând că cartea a fost scrisă "într-un stil tipic teoreticienilor conspiratori" și a respins orice verificare independentă . Desi dispozitivele Rife nu sunt inregistrate de catre Administratia SUA pentru Alimente si Medicamente si care au fost legate de decese in randul persoanelor care sufera de cancer, Seattle Times a raportat ca peste 300 de persoane au participat la Conferinta Internationala de Sanatate Rife din 2006, din Seattle, unde s-au vandut zeci de dispozitive neinregistrate.